# Federico San Emeterio Díaz
Federico "Fede" San Emeterio Díaz (nascut el 16 de març de 1997) és un futbolista professional espanyol que juga com a migcampista central.

## Carrera de club

### Racing
Nascut a Sierra de Ibio, Mazcuerras, Cantàbria, San Emeterio es va incorporar a l'escola juvenil del Racing de Santander el 2007, als 10 anys  El 14 de gener de 2014, abans fins i tot d'haver aparegut amb el filial, va debutar com a sènior, entrant com a substitut tardà en la victòria fora de casa per 2-0 contra la UD Almeria per a la Copa del Rei d'aquella temporada.
San Emeterio va aparèixer per primera vegada a Segona Divisió B el 10 de maig, de nou des de la banqueta en un empat a 1 a 1 amb el Coruxo FC. El 24 d'agost va jugar el seu primer partit com a professional, substituint Javi Soria al minut 64 d'una derrota per 1-0 contra el Girona FC a Segona Divisió.
San Emeterio va aportar 35 aparicions durant la campanya, ja que el seu equip va patir el descens. Va marcar el seu primer gol com a sènior el 4 d'octubre de 2015, en una victòria per 2-0 a l'Sporting de Gijón B.

### Sevilla
El 16 d'agost de 2016, tant San Emeterio com el seu germà es van traslladar a un altre equip filial, signant un contracte de tres anys amb el Sevilla Atlético a la segona divisió. Va marcar tres gols en 39 partits (tots titulars) en el seu segon any, que va acabar en descens després de l'últim lloc.

### Valladolid
El 16 d'agost de 2018, San Emeterio es va incorporar al Real Valladolid amb un contracte de tres anys, i va ser cedit immediatament al Granada CF a la segona categoria. Va debutar a la primera divisió mentre estava al servei de l'antic club, començant l'1-1 fora de casa contra el Reial Madrid el 24 d'agost de 2019.

### Cadis
El 6 de gener de 2022, San Emeterio va ser cedit al Cadis CF fins al juny, amb una clàusula de compra. El 7 d'agost, va acceptar un contracte indefinit de quatre anys a l'Estadi Nuevo Mirandilla.
San Emeterio gairebé es va perdre la temporada 2023-24, a causa de lesions recurrents al genoll.

## Vida personal
El germà bessó de San Emeterio, Borja, també és futbolista. Defensa, ell també va passar per les files del Racing.